# Richard Höptner
Richard Höptner (* 29. Oktober 1950 in Springe) ist ein deutscher Verwaltungsjurist. Er war von 2008 bis 2016 Präsident des Niedersächsischen Landesrechnungshofes.

## Leben

### Ausbildung und Persönliches
Höptner absolvierte das Abitur in Hannover und studierte in den Jahren 1971 bis 1972 zunächst Mathematik und Physik an der Technischen Universität Hannover und von 1972 bis 1977 Rechtswissenschaften an der Georg-August-Universität Göttingen. Er legte die erste juristische Staatsprüfung ab und absolvierte von 1977 bis 1980 das Referendariat im Oberlandesgerichtsbezirk Celle. Im Anschluss legte er die zweite juristische Staatsprüfung ab.
Er heiratete und seine Ehefrau bekam zwei Kinder.

### Laufbahn und Wirken
Richard Höptner trat im Jahr  1980 in den Dienst der Bezirksregierung Hannover. Dort arbeitete er bis 1983 und war währenddessen von 1981 bis 1982 an den Landkreis Hameln-Pyrmont abgeordnet. Im Jahr 1983 wechselte er als Referent in das Niedersächsischen Ministerium für Wissenschaft und Kunst, wo er im Jahr 1995 zum Referatsleiter aufstieg. Parallel war er Dozent und Beisitzer in Prüfungsausschüssen am Studieninstitut der allgemeinen Verwaltung des Landes Niedersachsen und ab 1993 für fünf Jahre Beisitzer des niedersächsischen Vergabeüberwachungsausschusses. 
Anschließend folgte in den Jahren 1999 bis 2008 eine Verwendung im Amt eines Leitenden Ministerialrates als stellvertretender Leiter der Haushaltsabteilung und Leiter des Generalreferates Haushalt mit den Aufgaben der Haushaltsplanaufstellung, Haushaltsrecht und Neue Steuerungsinstrumente im Niedersächsischen Finanzministerium.
Von Mai 2008 bis zum Jahr 2016 war er Präsident des Niedersächsischen Landesrechnungshofes.
Daneben war das SPD-Mitglied von 1995 bis 2008 Mitglied im Rat der Stadt Springe sowie von 2001 bis 2008 ehrenamtlicher Bürgermeister der Stadt Springe. Des Weiteren war er von 2001 bis 2008 Mitglied und später Vorsitzender des Aufsichtsrates der Stadtwerke Springe.